# Dartrier
Senna alata
Espèce
Classification phylogénétique
Synonymes
- Cassia alata L.
- Cassia alata L. var. perennis Pamp.
- Cassia alata L. var. rumphiana DC.
- Cassia bracteata L.f.
- Cassia herpetica Jacq.
- Cassia rumphiana (DC.) Bojer
- Herpetica alata (L.) Raf.

Le Dartrier, dénommé aussi casse ailé ou Cassia alata ou Kassialata, de son binomial Senna alata (L.) Roxb, est une espèce de plantes à fleurs de la famille des Caesalpiniaceae, ou des Fabaceae, sous-famille des Caesalpinioideae, selon la classification phylogénétique. Il appartient à la tribu des Cassieae. C'est un arbuste originaire du Mexique.

## Répartition
Senna alata est originaire du Mexique, et peut être trouvé dans divers habitats. Sous les tropiques, il pousse jusqu'à une altitude de 1200 m. Il est considéré comme une espèce envahissante dans différents pays d'Austronésie. Au Sri Lanka, connu sous le nom Ranawara (රණවරා), il est utilisé comme ingrédient dans la médecine traditionnelle cinghalaise.

## Description

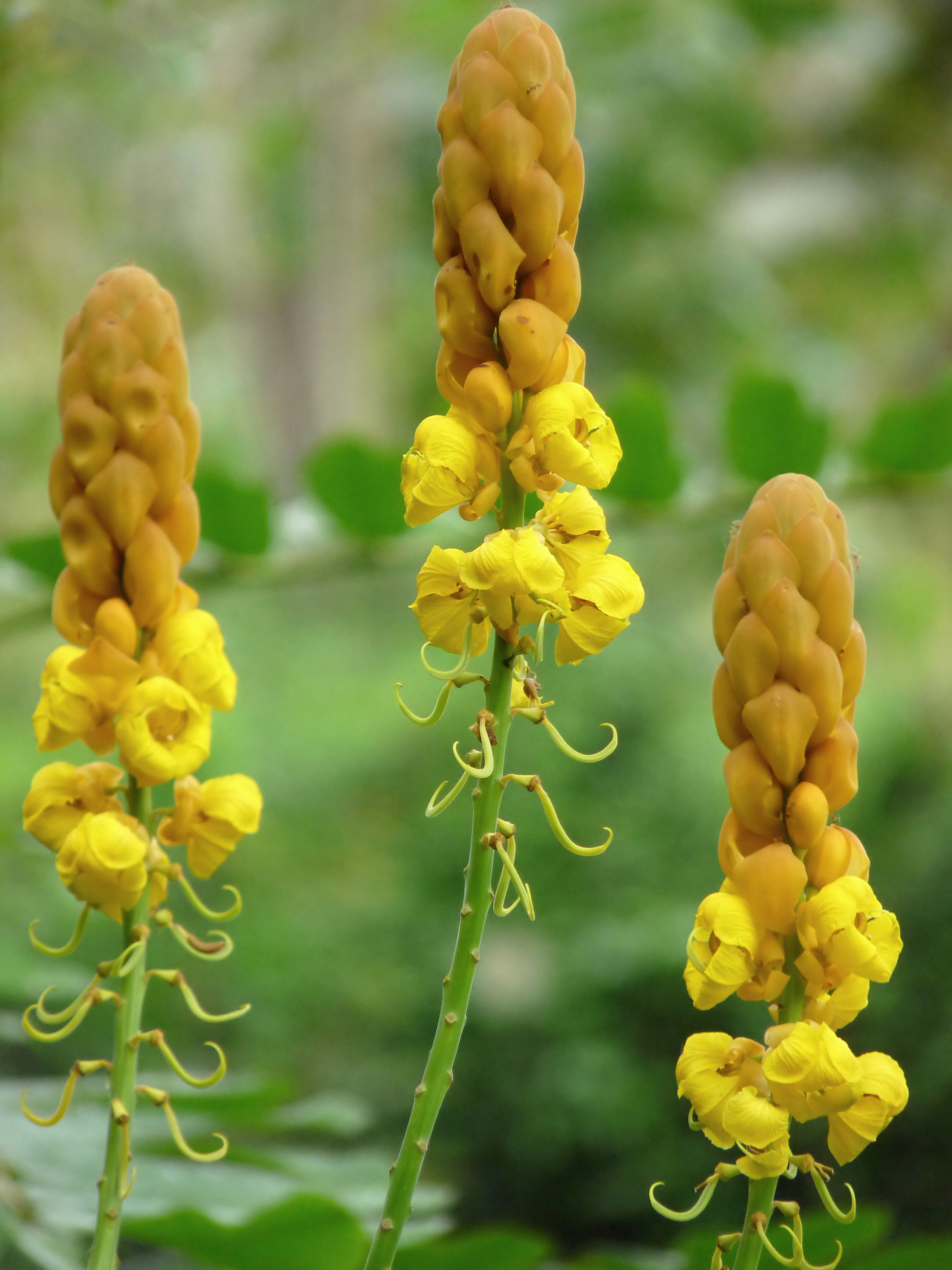
L'inflorescence ressemble à une bougie jaune d'où son surnom d'arbre candélabre.

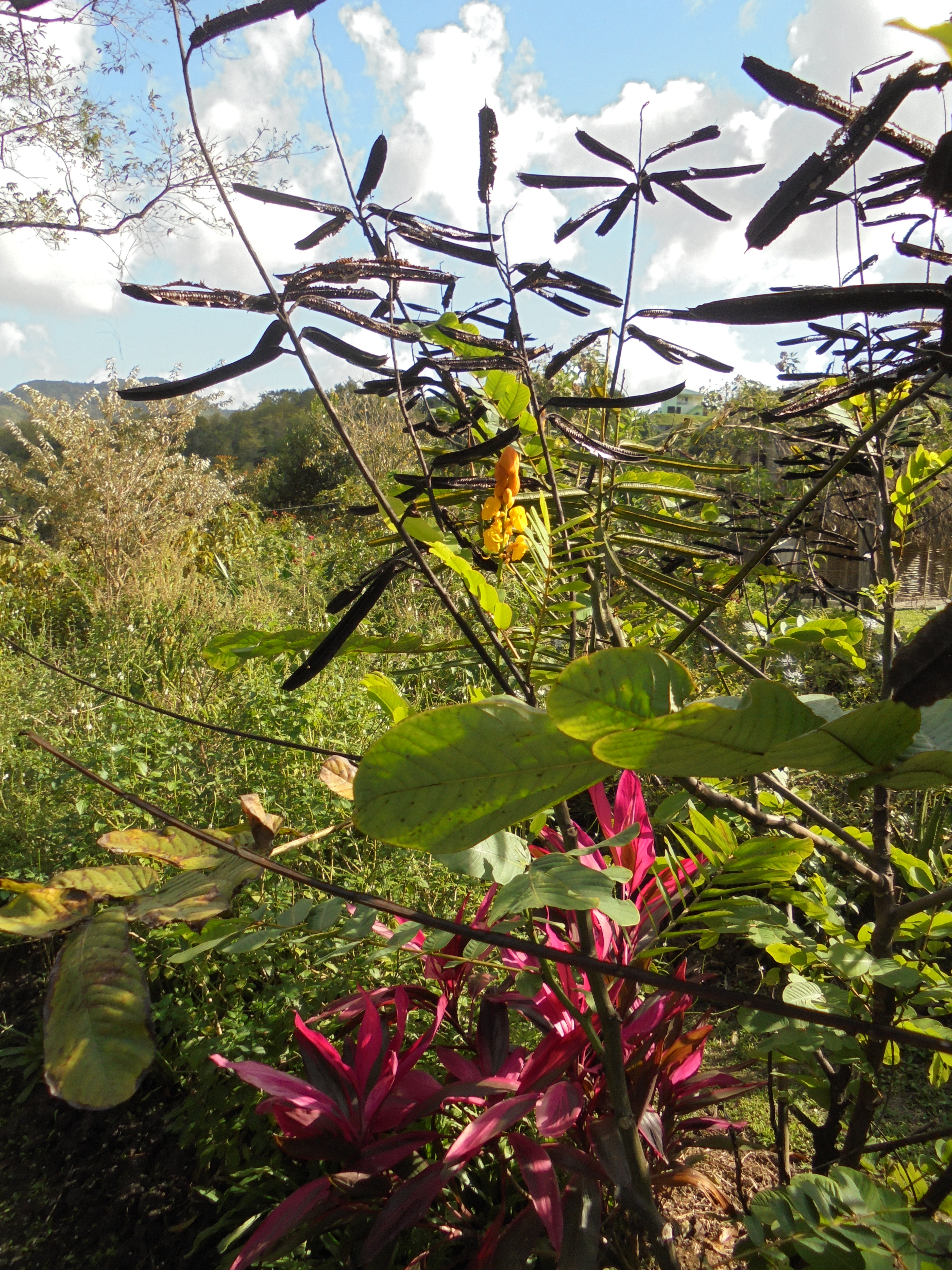
Fleurs et gousses de Senna alata.

L'arbuste mesure 3-4 m de haut, avec des feuilles composées de 50-80 cm de long.
Il a un feuillage ornemental s’ouvrant le matin et se fermant le soir ; les feuilles sont composées-pennées.
Les fleurs sont grandes, en longs épis jaune-orangé. L'inflorescence ressemble à une bougie jaune d'où son surnom d'arbre candélabre.
Les feuilles et fleurs ont une odeur fétide.
Les fruits sont des gousses presque droites, brun foncé devenant noires, d'environ 15 cm de long et 15 mm de large. Sur les deux côtés des ailes entourent le long de la nacelle. Les gousses contiennent de 50 à 60 graines triangulaires. Ces graines sont disséminées par l'eau ou les animaux.
Noms vernaculaires : dartrier, bois dartre, quatre épingles, épis d'or, fleurs de Saint-Christophe, n'gari (Gabon).

## Usage médicinal

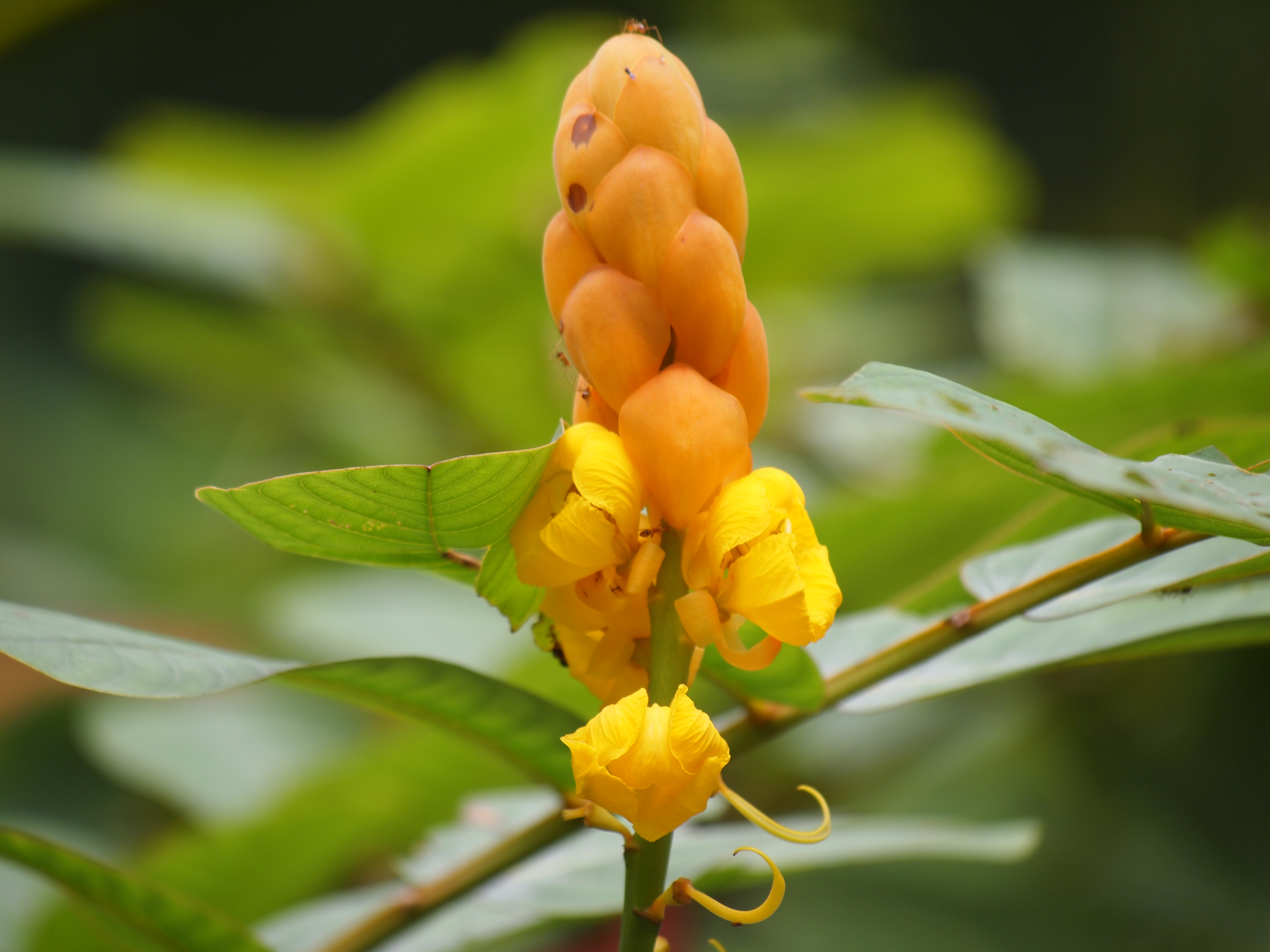
Dartrier en Malaisie.

Senna alata est souvent appelé le buisson de la teigne en raison de ses propriétés fongicides très efficaces pour traiter la teigne et d'autres infections fongiques de la peau. Les feuilles sont broyées dans un mortier pour obtenir une sorte de « coton vert ». Celui-ci est mélangé avec la même quantité d'huile végétale et frotté sur la zone affectée deux ou trois fois par jour. Une préparation fraîche est faite chaque jour.
Ses ingrédients actifs comprennent de l'acide chrysophanique.
Son effet laxatif, lié à sa teneur en anthraquinone, est également reconnu.

## Synonymes
- Cassia alata L.